# باشگاه فوتبال کاگوشیما یونایتد
باشگاه فوتبال کاگوشیما یونایتد ژاپنی: 鹿児島ユナイテッドFC باشگاه فوتبالی در شهر استان کاگوشیما، ژاپن است که در جی‌لیگ ۳ بازی می‌کند. این باشگاه در سال ۲۰۱۴ میلادی پایه‌گذاری شده است.